# Gehlsen-Werft

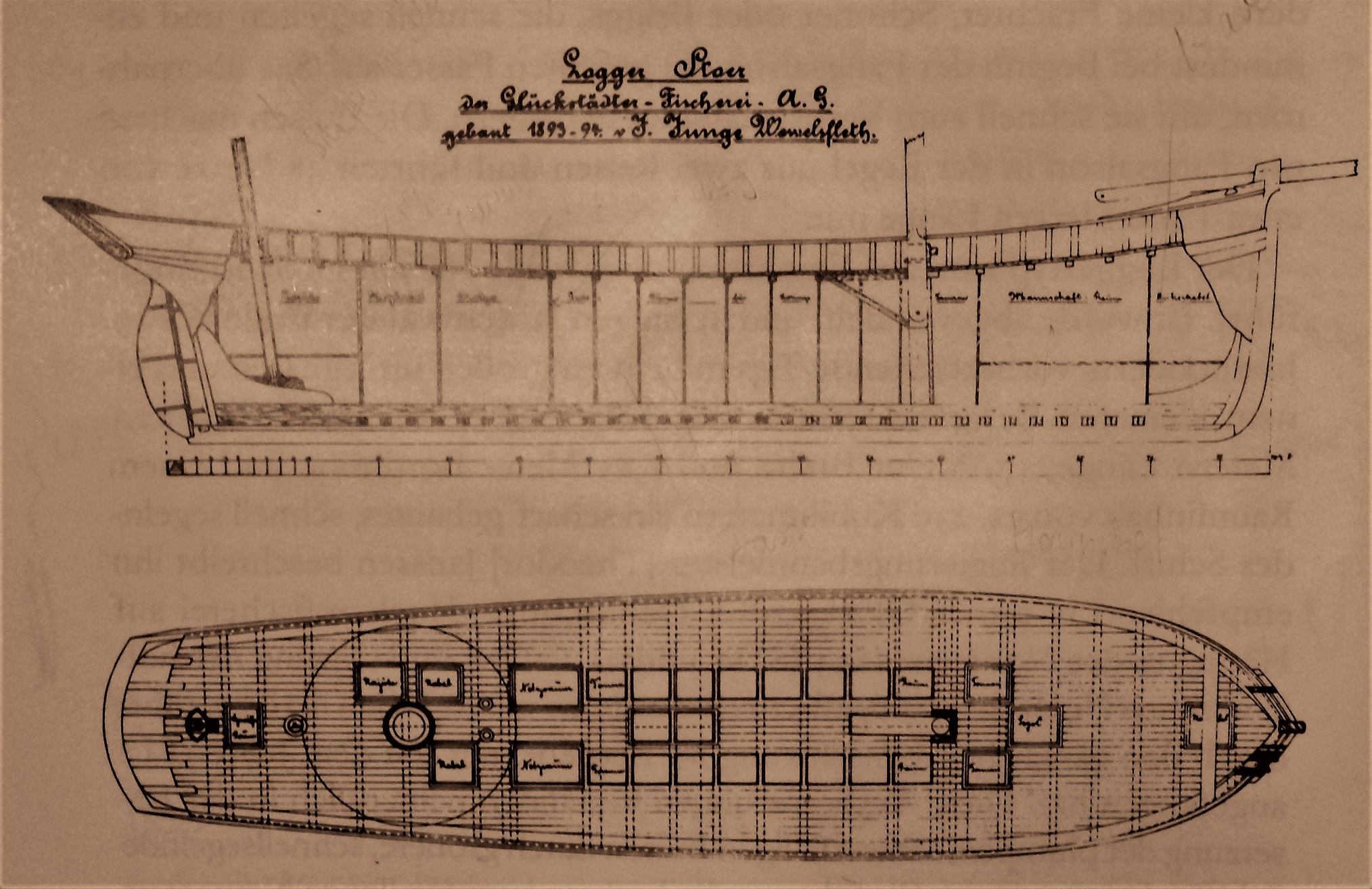
Typischer Segellogger der Junge-Werft

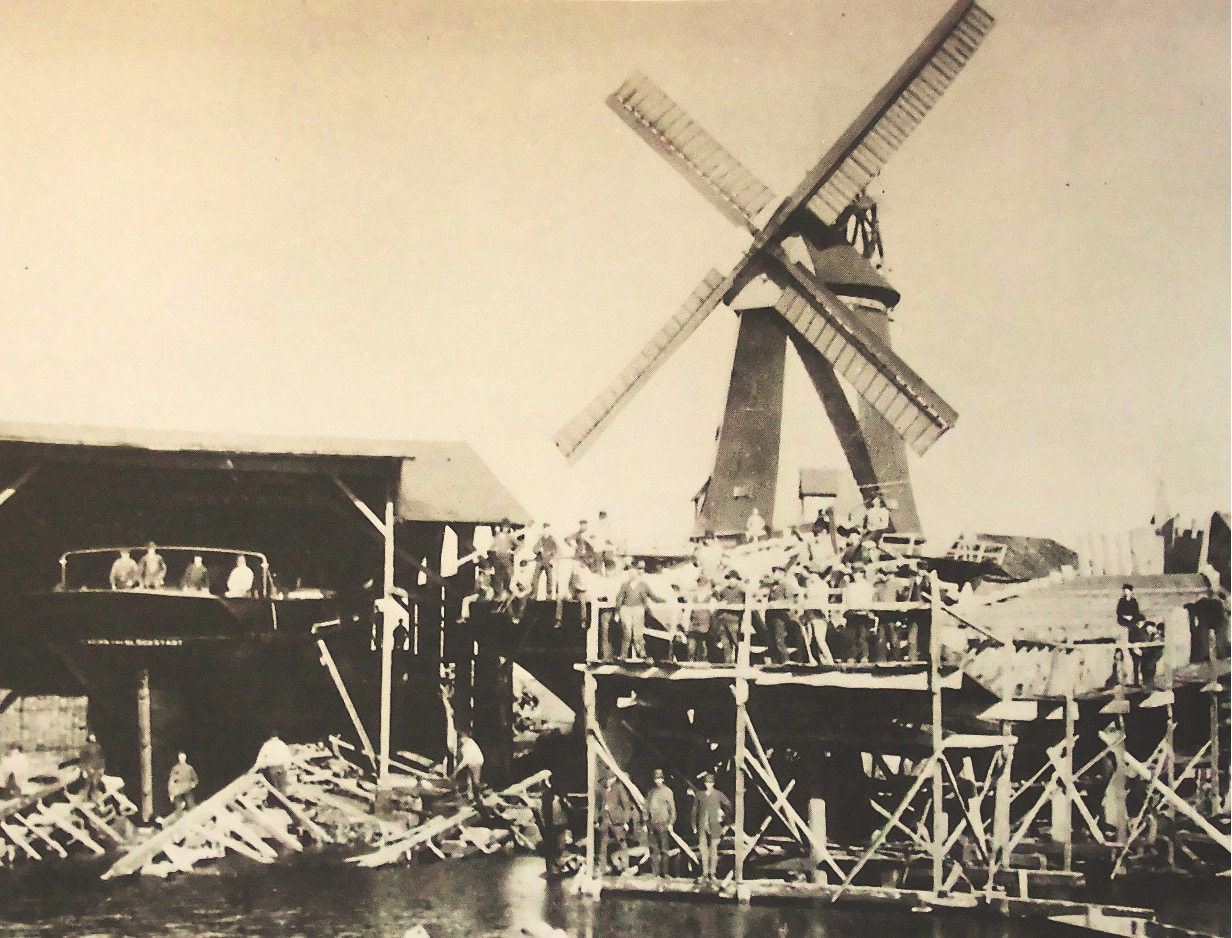
Um 1895 in Glückstadt, Bau der Logger Roche und Lachs auf der Gehlsen-Werft

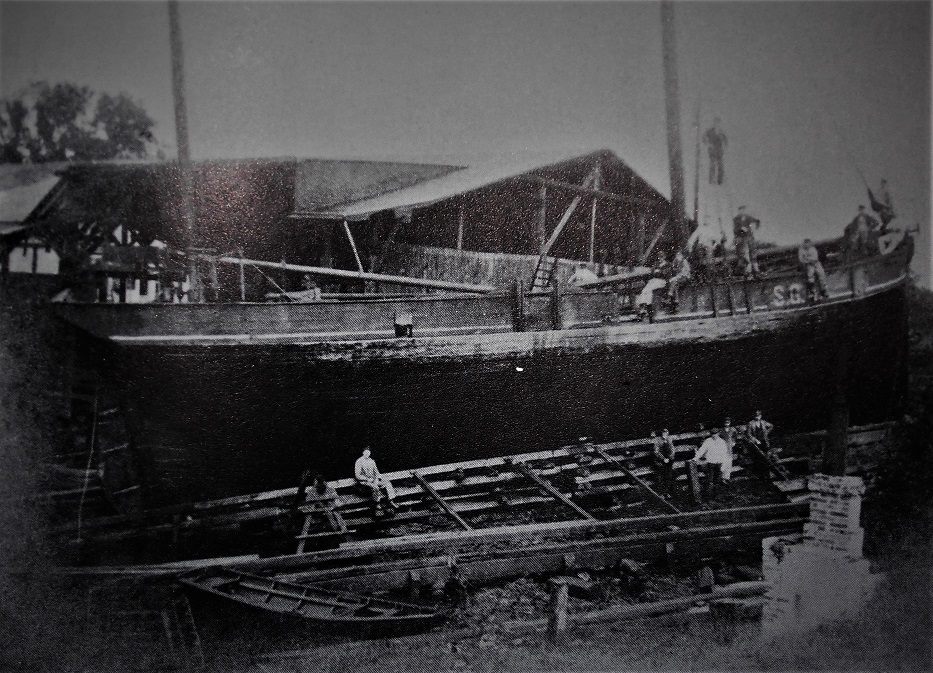
Reparatur eines Segelloggers auf der Gehlsen-Werft

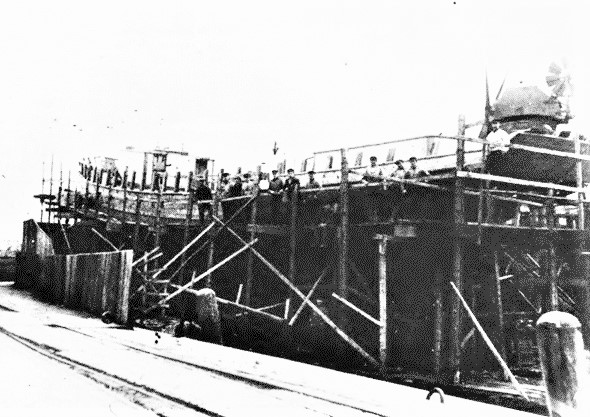
1911, Bau des Schoners Elisabeth auf der Gehlsen-Werft

Die Gehlsen-Werft in Glückstadt entstand 1873, hat vorwiegend hölzerne Heringslogger gebaut und spielte als Reparaturwerft besonders für Binnenschiffe in der Region eine wichtige Rolle.

## Geschichte
An Neubauten entstanden über 10 Heringslogger um 80 bis 100 BRT, die vorwiegend an die Glückstädter und Elsflether Heringsfischerei-Gesellschaften abgeliefert wurden. Außerdem wurden der Ewer Johannes und der Schoner Elisabeth auf dieser Werft gebaut.
Es wurde ab 1893–1896 jährlich ein Heringslogger gebaut und an die Glückstädter Heringsfischerei-Aktiengesellschaft abgeliefert. 1896 waren es zwei Heringslogger und bis 1911 weitere acht Heringslogger, die hier entstanden. Es handelte sich dabei um hölzerne Segellogger, deren Art der Fischerei von Holland und deren Bauart ursprünglich von Frankreich übernommen wurde.

## Konstruktion der Segellogger
Die von den Holländern eingeführte Treibnetzfischerei erfolgte mit aus Frankreich stammenden Segelloggern. Sie waren 22,5 m lang, 5,9 m breit, hatten 2,85 m Bordhöhe und einen Rauminhalt von rund 240 Kubikmetern.
Vorn befand sich das Kabelgatt. Danach kam das Mannschaftslogis gefolgt vom unterteilten Laderaum, die Ladekapazität betrug etwa 400 als Kantjes bezeichnete Holzfässer. Die Mannschaft der Segellogger bestand aus 14 Mann und der Mannschaftsraum auf den Segelloggern für 12 Mann war über eine Luke und Leiter von Deck zugänglich und diente als Aufenthalts- und Schlafraum. Er wurde durch einen in der Mitte des Raumes aufgestellten Herd beheizt, d. h. dieser Raum diente auch als Kombüse und hier wurde auch das Ölzeug und die Seestiefel der Mannschaft aufbewahrt und getrocknet. Da die Kojen nicht reichten, teilten sich häufig zwei Mann eine Koje. Es gab keine sanitären Einrichtungen wie Waschräume oder Toiletten.
Im nächsten Raum, dem Fischraum, konnten Heringe untergebracht werden und dahinter befanden sich die Abteilungen für die Unterbringung der Netze, Segel und Taue. Vor dem Hintersteven befand sich eine kleine Kajüte für den Schiffer und den Steuermann. Alle Abteilungen waren mit Luken ausgestattet.
Der Großmast konnte beim Fang umgelegt werden, daher trieben die Logger ruhig hinter dem Stellnetz. Um 1900 kostete ein typischer hölzerner Segellogger in Deutschland ohne Netz rund 25.000 Mark und war bis 1914 das Standardschiff der deutschen Heringsfischerei.

## Schiffe
| Bauname                                 | Bezeichnung der Schiffe | Reederei                      | Ablieferungsjahr | Bemerkungen und Verbleib |
| --------------------------------------- | ----------------------- | ----------------------------- | ---------------- | --- |
| Tümmler                                 | SG 1                    | Glückstädter Heringsfischerei | 1894             | getauft von Sophie Gehlsen, Tochter des Werftbesitzers, 1896 Nachrüstung mit Dampfspill, 1905 Untergang                          |
| Hai                                     | SG 5                    | Glückstädter Heringsfischerei | 1894             | 1899 Nachrüstung mit Dampfspill, 1920 verkauft an Kap. Both und als Kümo verwendet                                               |
| Wal                                     | SG 6                    | Glückstädter Heringsfischerei | 1895             | 1899 Nachrüstung mit Dampfspill, 1927 verkauft an Kap. Both in Glückstadt                                                        |
| Roche                                   | SG 9                    | Glückstädter Heringsfischerei | 1894             | verkauft an Emdener Heringsfischerei                                                                                             |
| Lachs                                   | SG 10                   | Glückstädter Heringsfischerei | 1896             | 1927 verkauft, 1941 gesunken |
| Wels                                    | SG 13                   | Glückstädter Heringsfischerei | 1897             | 1931 verkauft an Emdener Heringsfischerei                                                                                        |
| Obereve                                 | Heringslogger           | Elsflether Heringsfischerei   | 1898             | |
| Burhave                                 | Heringslogger           | Elsflether Heringsfischerei   | 1903             | 1899 Nachrüstung mit Dampfspill                                                                                                  |
| Seestern                                | SG 15                   | Glückstädter Heringsfischerei | 1903             | ab 1902 erhielten alle Logger ein Dampfspill, 1931 verkauft an Großer Kurfürst Heringsfischerei Emden, 1934 ans Ausland verkauft |
| Hummer                                  | SG 16                   | Glückstädter Heringsfischerei | 1904             | 1931 verkauft an Emdener Heringsfischerei                                                                                        |
| Auster                                  | SG 17                   | Glückstädter Heringsfischerei | 1905             | 1931 verkauft an Großer Kurfürst Heringsfischerei                                                                                |
| Otter                                   | SG 19                   | Glückstädter Heringsfischerei | 1906             | 1914 versenkt, nachdem die Besatzung von Bord gegangen war                                                                       |
| Delphin                                 | SG 20                   | Glückstädter Heringsfischerei | 1907             | 1931 verkauft an Heringsfischerei Dollart                                                                                        |
| Elisabeth                               | Schoner                 |                               | 1911             | |
| Daten: Gerhard Köhn und Herbert Karting |                         |                               |                  | |